# Temistogene di Siracusa
Temistogene di Siracusa (in greco antico: Θεμιστογένης?, Themistogènes; Siracusa, metà V secolo a.C. – dopo il 401 a.C.) è stato uno scrittore e mercenario greco antico.

## Biografia e opera
Temistogene è il presunto autore di uno scritto sulla spedizione di Ciro e sulla ritirata dei Diecimila ricordato da Senofonte nelle Ellenicheː 
 Sembra, comunque, accertato che Temistogene non fosse che uno pseudonimo sotto il quale lo stesso Senofonte aveva pubblicato la sua Anabasi per poter parlare ampiamente di se stesso senza taccia di autocelebrazione ed in polemica con il memoriale del commilitone Sofeneto di Stinfalo.